# Kudli, Shimoga
Kudli là một làng thuộc tehsil Shimoga, huyện Shimoga, bang Karnataka, Ấn Độ.